# Јуниверсити Парк (Илиноис)
Јуниверсити Парк (енгл. University Park) град је у америчкој савезној држави Илиноис.

## Демографија
По попису из 2010. године број становника је 7.129, што је 467 (7,0%) становника више него 2000. године.
| Група             | 2000.         | 2010.         |
| Белци             | 765 (11,5%)   | 392 (5,5%)    |
| Афроамериканци    | 5.591 (83,9%) | 6.399 (89,8%) |
| Азијати           | 22 (0,3%)     | 59 (0,8%)     |
| Хиспаноамериканци | 120 (1,8%)    | 178 (2,5%)    |
| Укупно            | 6.662         | 7.129         |